# Fujifilm X-Pro2
Die Fujifilm X-Pro2 ist eine spiegellose digitale Systemkamera, die im Januar 2016 vorgestellt wurde und seit März 2016 verfügbar ist. Sie ist Teil der Fujifilm-X-Serie und offizieller Nachfolger der Fujifilm X-Pro1.

## Technische Merkmale
Die spiegellose Fujifilm X-Pro2 richtet sich mit ihrer Ausstattung an Profi- und ambitionierte Amateur-Fotografen. Das Kameragehäuse besitzt ein X-Bajonett zum Anschluss von Fujinon XF und XC Objektiven. Das Autofokus-System arbeitet als Hybrid mittels Kontrast- und Phasenerkennung, dies ermöglicht das Scharfstellen und Auslösen innerhalb von 0,15 bis 0,25 Sekunden von unendlich auf zwei Meter. Zur manuellen Fokussierung stehen dem Anwender eine Fokuslupe, ein digitaler Schnittbildindikator als auch Fokus-Peaking zur Verfügung. Die Kamera ermöglicht, unter Voraussetzung einer SDXC-UHS-II-Speicherkarte, 30 Raw- oder zirka 140 JPEG-Aufnahmen mit bis zu acht Bildern pro Sekunde aufzunehmen. Der mechanische Verschluss ermöglicht Belichtungszeiten von 30 bis 1/8000 Sekunden, mittels elektronischem Verschluss sind Verschlusszeiten bis zu 1/32.000 Sekunde möglich.
Neben einem starren und rückwärtigen LC-Display verfügt die Kamera über einen Hybrid-Optischen-Sucher. Dieser ist eine Kombination aus optischem (OVF) und elektronischem Sucher (EVF) und ermöglicht es dem Fotografen, Informationen in das optische Sucherfeld einzublenden oder mittels Wahlhebel auf den elektronischen Sucher mit 2,36 Millionen Bildpunkten und 100 % Sucherbildfeld umzuschalten.
Die X-Pro2 verfügt über keine Motiv-, HDR- oder Panoramafunktionen. Wie bereits ihr Vorgänger, die X-Pro1, verfügt sie über unterschiedliche Fujifilm-typische Filmsimulationen. Darüber hinaus bieten sich dem Nutzer Funktionen für automatische Belichtungs-, Weißabgleichs-, Dynamik- und Filmsimulationsreihen.
Mit der integrierten Wi-Fi-Funktion lässt sich die X-Pro2 über ein Smartphone oder Tablet fernsteuern.

## Fujifilm „X-Trans“ CMOS sensor
Zur Bildaufnahme wird der Fujifilm-X-Trans-Sensor-III verwendet. Dieser misst im APS-C Format 23,6 × 15,6 mm, bei einer Auflösung von 24.3 Megapixel mit einem Pixelpitch von 3,9 µm. Im Gegensatz zu Bayer-CMOS-Sensoren verfügt dieser über einen unterschiedlichen Aufbau, der dadurch ein anderes Sampling-Verfahren ermöglicht und somit den Einsatz eines optischen Tiefpassfilters (OLPF) überflüssig macht. Das Nichtvorhandensein eines Tiefpassfilters wirkt sich positiv auf das Auflösungsvermögen aus.
Laut Testberichten verfügt der X-Trans-III 24-Megapixel-CMOS-Sensor über eine maximale Auflösung von 2.104 Linienpaare pro Bildhöhe (vgl. Nikon D750 ca. 1.860, Sony A7R II 2.448 Linienpaare).

## Rezeption
Von den Fachmedien wurde die Kamera überwiegend positiv aufgenommen. Unter anderem wurden die hohe Bildqualität, der große Dynamikumfang im RAW-Format, das zeitgemäße Autofokus-System, sowie der Hybrid-Sucher gelobt. Kritisiert wurde hingegen das ursprüngliche Fehlen einer 4K-Videoaufnahme-Funktion (diese wurde später via Firmware Update hinzugefügt), die geringe Kapazität des Akkusystems, die Ausführung des ISO-Wahlrads, als auch das starre rückseitige LC-Display.

## Sonstiges
Mit der am 16. Oktober 2016 vorgestellten Firmware 2.0, erhielt die X-Pro2 denselben Autofokus-Algorithmus, den Fujifilm mit der Fujifilm X-T2 einführte. Dadurch erhöhte sich neben der Präzision des Phasenvergleich-Autofokus, auch die Anzahl der wählbaren Autofokuspunkte auf 91 (Matrix aus 7 × 13), beziehungsweise 325 (13 × 25) Stück.